# Alchorneopsis
Alchorneopsis Müll.Arg. é um género botânico pertencente à família Euphorbiaceae.

## Espécies
Apresenta três espécies:
- Alchorneopsis floribunda Müll.Arg.
- Alchorneopsis portoricensis Urb.
- Alchorneopsis trimera Lanj.